# Martin Mutschmann
Martin Mutschmann (Hirschberg, Saale, Turingia; 9 de marzo de 1879 – ¿Moscú, URSS; 14 de febrero de 1947?) fue un mediano empresario y político alemán, integrante del Partido Nazi y Reichsstatthalter y Gauleiter de Sajonia durante todo el periodo hitleriano.

## Biografía
Tras prestar servicio en la Primera Guerra Mundial, se integró en el movimiento ultranacionalista y antisemita Schutz und Trutz Bund y, tras la aparición del NSDAP en la vida política alemana, se dedicó a financiar el nazismo en sus primeros años. Pese a que sus negocios quebraron tras el Crac del 29, Mutschmann tenía aún gran habilidad para reunir donantes al Partido Nazi, tornándose una figura destacada en este. Posteriormente fue Gauleiter nazi por Sajonia, a partir de 1930 y miembro del Reichstag de la República de Weimar. Desde 1933 fue reichsstatthalter y a partir de 1935 primer ministro de Sajonia. 
Si bien su talento financiero le permitió acceder a la confianza de Hitler y su entorno más cercano, las ambiciones políticas de Mutschmann se centraron en el gobierno local de Sajonia y no en la política interna del Tercer Reich. Durante el bombardeo de Dresde de febrero de 1945, Mutschmann fue acusado de no preparar la defensa antiaérea de la ciudad, considerando en su fanatismo nazi que un bombardeo de los Aliados era muy poco probable, pero dejando de lado que desde inicios de 1944 la propia Berlín era blanco de feroces ataques aéreos. 
Tras el suicidio de Hitler al final de la batalla de Berlín, Mutschmann se pronunció desde Dresde el 1 de mayo de 1945 afirmando que estaba a punto de lanzarse "una gran ofensiva alemana" en el frente oriental, pese a que por esas fechas la Wehrmacht estaba a punto de desintegrarse. Después de ese anuncio Mutschmann huyó, pero fue capturado por el Ejército Rojo el 7 de mayo de 1945.
La fecha de su muerte varía en función del autor. La obra de consulta Neue Deutsche Biographie, editada por la Academia Bávara de las Ciencias, asegura que falleció el 14 de febrero de 1947, aniversario del bombardeo de Dresde, en la cárcel de Lubianka (Moscú). Un documental emitido en 2007 por la MDR asegura que en 1947 fue condenado a muerte por un tribunal militar, pero que no fue ejecutado hasta 1950. Otras fuentes proporcionan fechas y lugares de defunción diferentes.